# كوكال أزرق الرأس
كوكال أزرق الرأس (الاسم العلمي: Centropus monachus) (بالإنجليزية: Blue-headed Coucal)‏ هو نوع من الطيور يتبع جنس الكوكال من فصيلة طيور الوقواق.